# Le Quesnoy
Le Quesnoy è un comune francese di 5 158 abitanti situato nel dipartimento del Nord nella regione dell'Alta Francia.
Il territorio comunale è attraversato dal fiume Rhonelle.

## Società

### Evoluzione demografica
Abitanti censiti

## Amministrazione

### Gemellaggi
- Villarosa, dal 7 novembre 2006
- Morlanwelz

## Immagini di Le Quesnoy

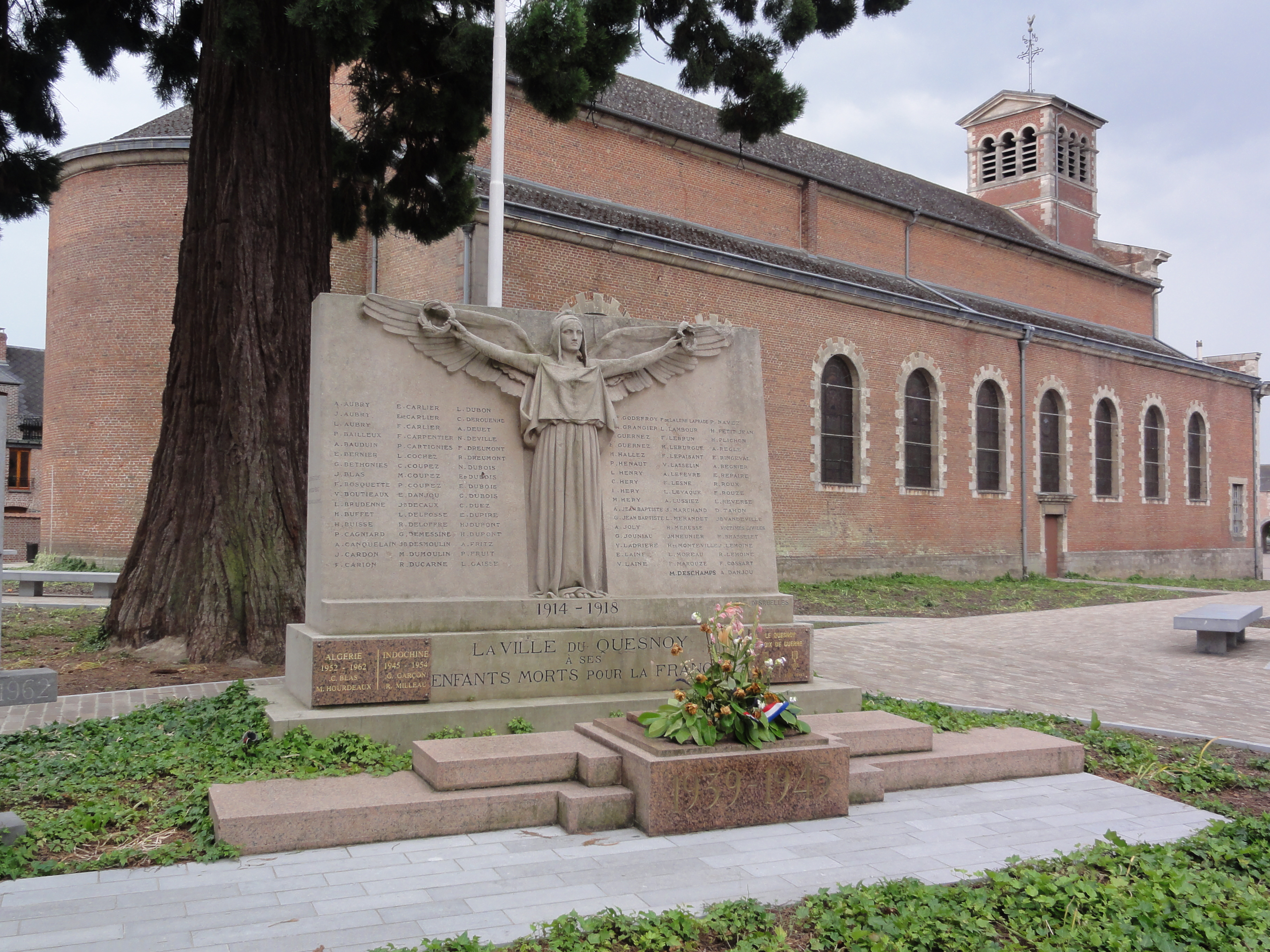
Il monumento ai caduti e la chiesa.
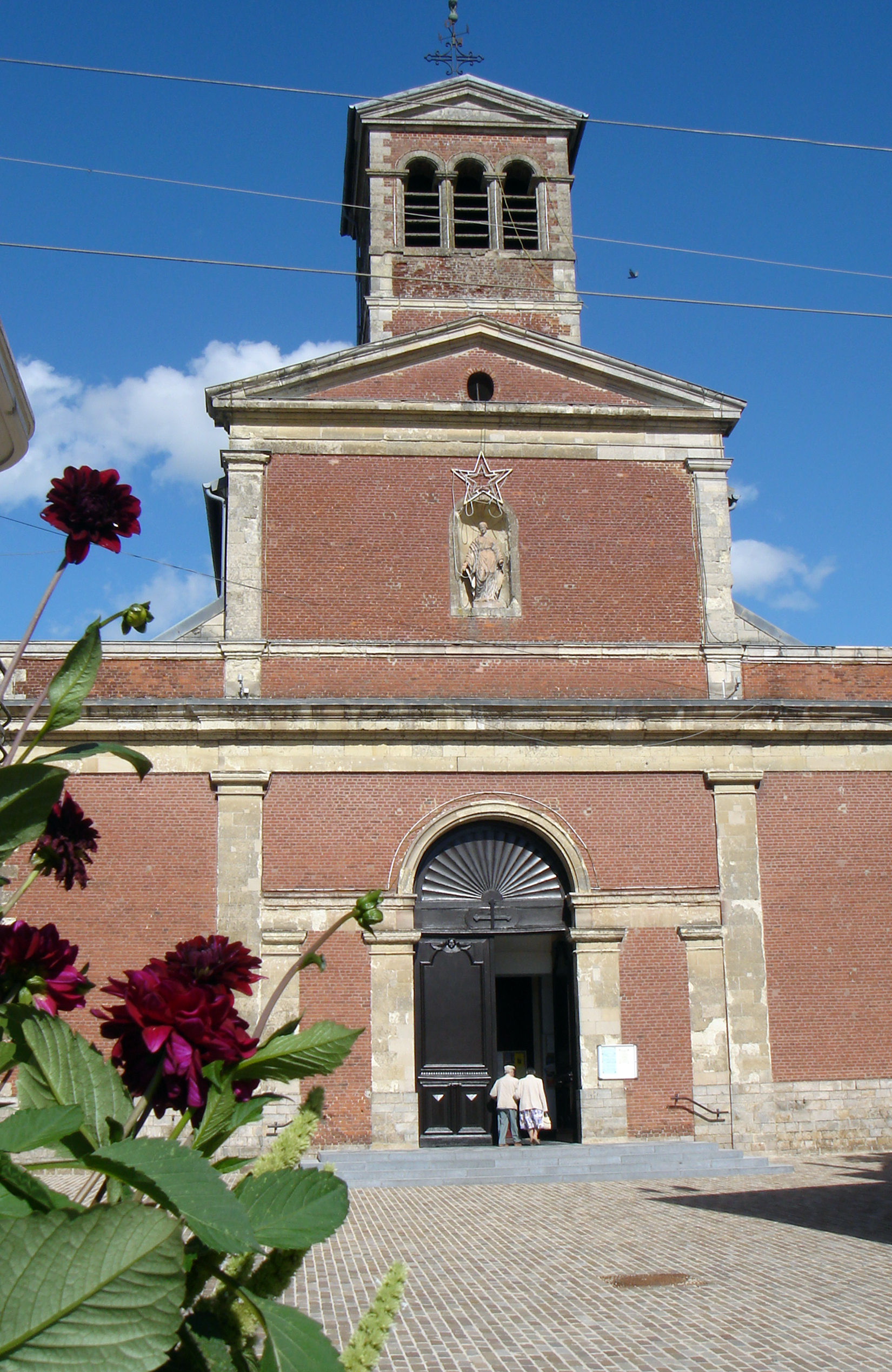
La chiesa dell'Assunta
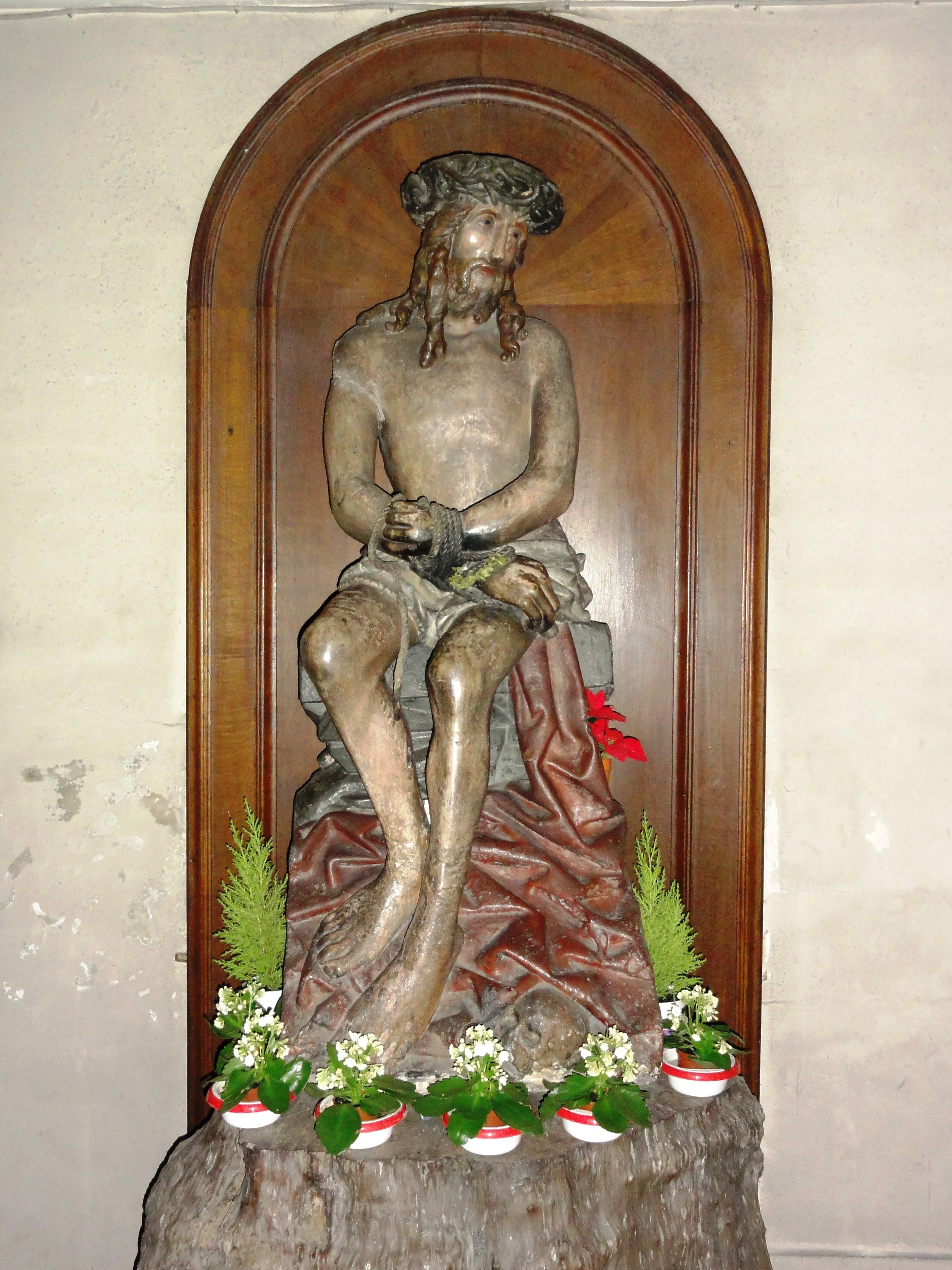
Statua di Cristo in catene.
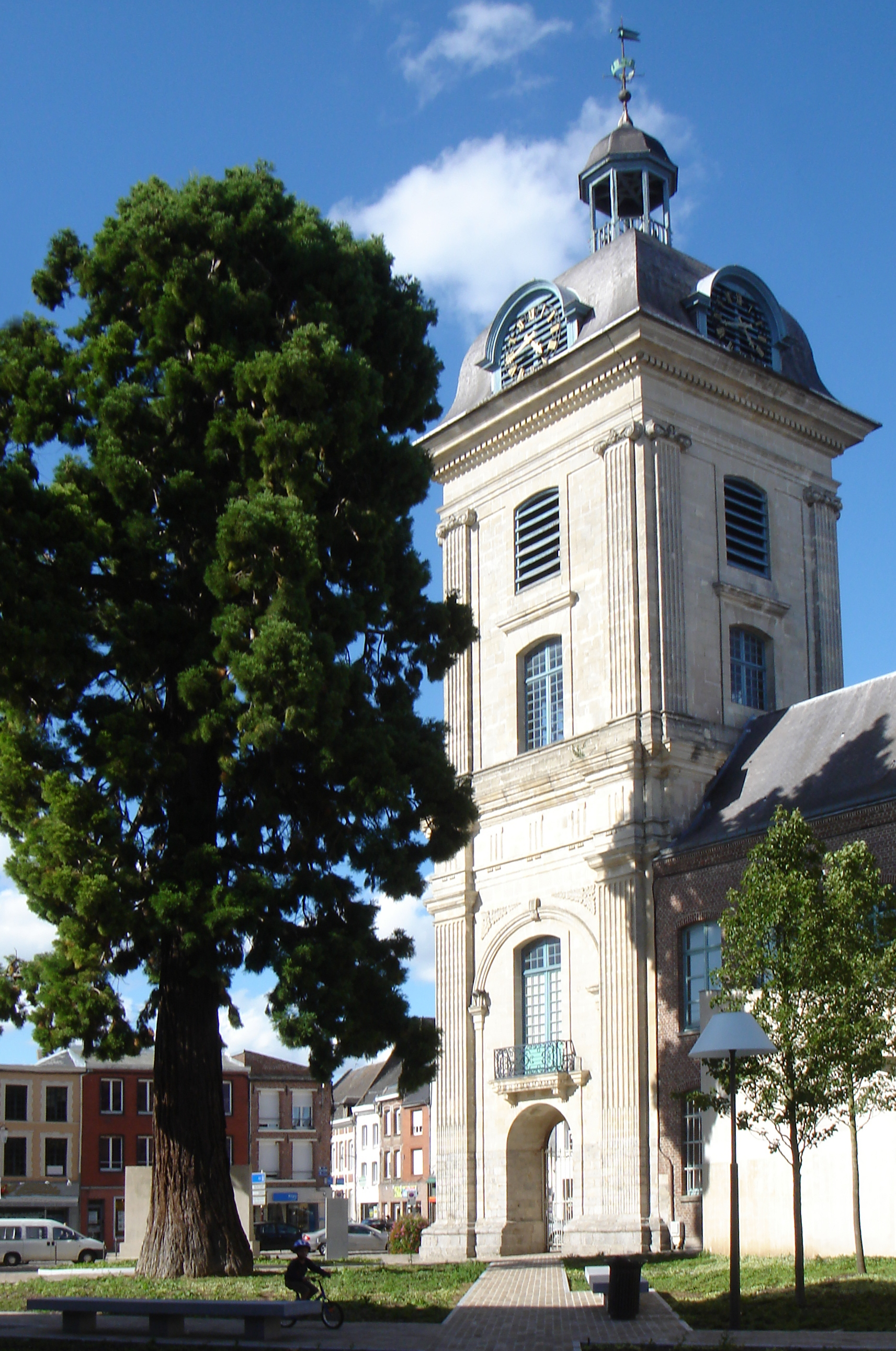
La torre campanaria.
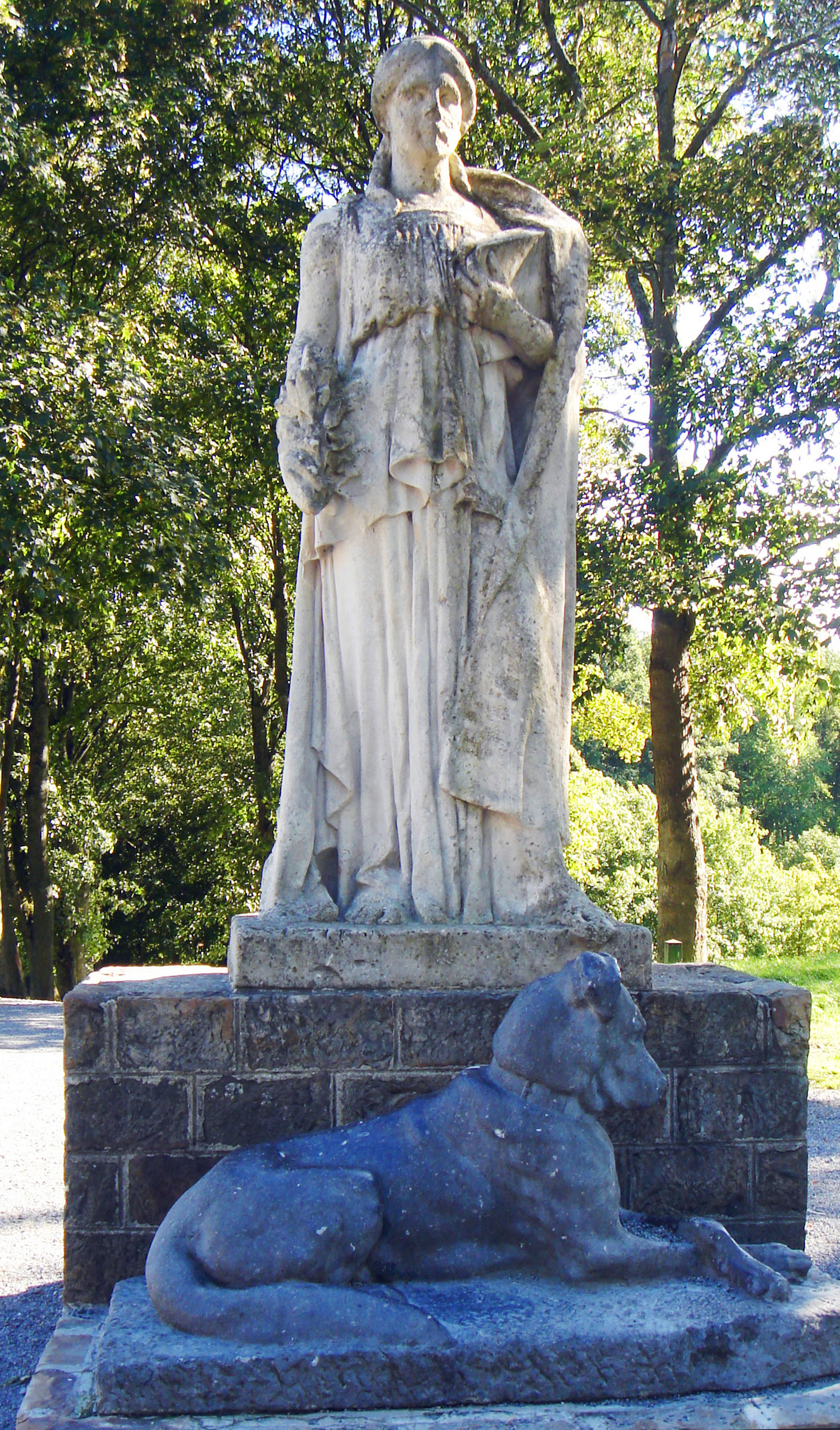
La Saggezza, statua classificata.
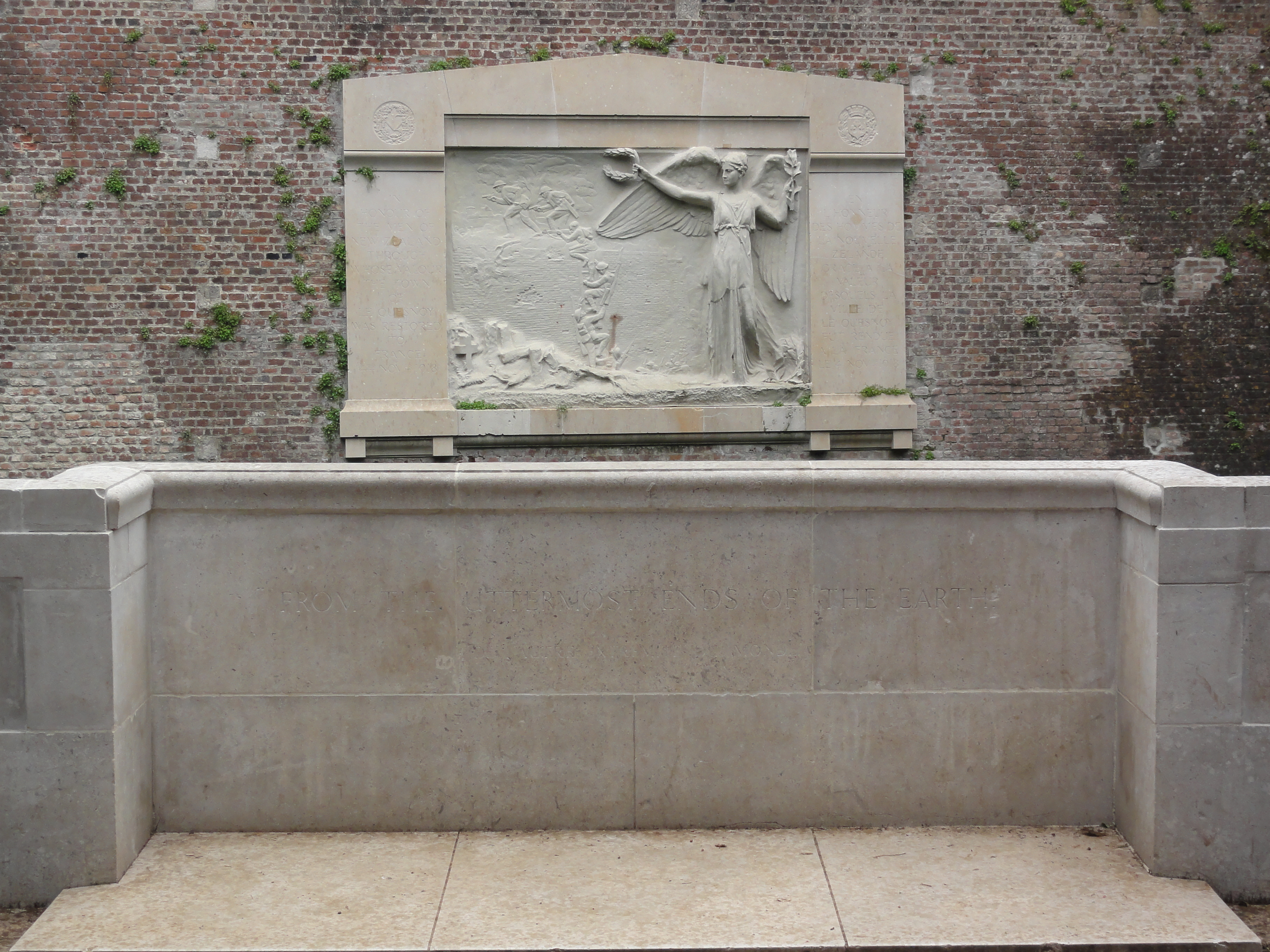
Il Mausoleo dei Neozelandesi.